# Cergnago
Cergnago – miejscowość i gmina we Włoszech, w regionie Lombardia, w prowincji Pawia.
Według danych na rok 2004 gminę zamieszkiwały 764 osoby, 58,8 os./km².